# Junqueira (Póvoa de Varzim)
La Junqueira es un barrio que, con la Plaça do Almada y la Avenida Mouzinho de Albuquerque, compone la parte Centro de la ciudad portuguesa de Póvoa de Varzim.
La parte Centro limita al norte con el Bairro Norte, al sur con el Bairro Sul, al este con Barreiros/Moninhas y Matriz/Mariadeira y al oeste con la Praia Redonda, en el Océano Atlántico.
El eje de la Rua da Junqueira ya existía en el siglo XVIII, aunque el lugar de la Junqueira es más antiguo.
La Rua da Junqueira es el centro de la zona, esta calle es el corazón comercial de Póvoa de Varzim, es una calle peatonal desde 1955 y rica en construcciones del siglo XIX e inicios del siglo XX. Aquí podemos encontrar diversos establecimientos comerciales de gran importancia de la ciudad como, por ejemplo, la "Ourivesaria Gomes" (una de las mejores orfebrerías del país).
La calle se ha dinamizado con la creación en 2005 de la Associação de Comércio ao Ar Livre, que reúne a los comerciantes de esta arteria.